# 特別区
特別区（とくべつく、英語: Special Ward）は、日本国の行政区画・地方公共団体（地方自治体）の1つであり、大都市制度の特例として、市町村に準ずる基礎的な地方公共団体（基礎的自治体）と位置付けられる特別地方公共団体。
長らく「都の区」を特別区とするという地方自治法の規定のみが根拠となっていたが、2013年（平成25年）に大都市地域における特別区の設置に関する法律が全面施行されたため、道府県であっても人口要件を満たせば住民投票などの手続きを踏まえることにより特別区へ移行することができるようになった。
しかしながら、2025年（令和7年）現在、道府県に設置された特別区が存在しないため、特別区としては、地方自治法における「都の区」である東京都に存在する23の特別区のみが存在する。
「区」という呼称を含むものの、市に準じた地方自治に関する権能を有する点で、同じく特別地方公共団体である財産区とは異なる。また市町村には属さない団体である点で、行政区（政令指定都市の区）や地域自治区、合併特例区などとも異なる。財産区や合併特例区と同様に、法人格を有する団体である。

## 沿革
特別区は、1947年（昭和22年）に公布された地方自治法に制度が定められ、現在は、同法第281条の2第2項において基礎自治体の一つであると定められる。
設置の根拠は、地方自治法第281条により「都の区」を特別区と位置づけるとともに、道府県における特別区の設置が、大都市地域における特別区の設置に関する法律第3条に規定される。
特別区の制度は、明治時代に定められた区制、市制などの大都市制度を基とする。
1878年（明治11年）に公布された郡区町村編制法により、同年東京府において宮城（皇居）周辺の都心部に、15区が設置された。1889年（明治22年）には、この15区に市制が施行され、東京市となる。
1932年（昭和7年）、周辺82町村が編入される。このとき、既存の15区に加えて、新たに20区が定められ、35区となった。第二次世界大戦中の1943年（昭和18年）には東京都制が施行されて、東京府および東京市は廃止され、35区は東京都の行政区となる。
1947年（昭和22年）3月15日、35区のうち24区が11区に再編（麹町区、芝区、牛込区、下谷区、深川区、向島区などが整理）され、再編されなかった11区とあわせて22区となった。同年5月、地方自治法が施行されて22区は特別区となった。同年8月、板橋区から練馬区が分区されて23区となった。制度創設から長らく、特別区は東京都の「内部的団体」と位置付けられ、日本国憲法第93条第2項の「地方公共団体」にあたらないと解されてきた。
2000年（平成12年）の地方分権改革により、特別区は「基礎的な地方公共団体」と規定され、その母体である東京都から相当程度の独立性を与えられた。ただし、特別区の法的地位は未だに「特別地方公共団体」であり、固定資産税の賦課徴収や消防責任など、本来は市町村の権限に属するものが東京都（特別区の連合体としての地位にある東京都）に留保されており、また都区財政調整制度のような地方税の特殊な分配制度があるなど、市町村のような「普通地方公共団体」と同一の権能を有するわけではない。
その後、2013年（平成25年）に大都市地域における特別区の設置に関する法律が全面施行されたため、道府県であっても、政令指定都市の人口または政令指定都市と同一道府県内の隣接市町村の人口の合計が200万人以上ならば特別区へ移行することができるようになった。この規定により特別区の設置を目指した動きが大阪市・府においてあり（大阪都構想）、2015年と2020年に住民投票が行われたが、いずれも特別区への移行は僅差で反対となった。これまで、同法に基づき道府県に設置された特別区が存在しないため、2024年（令和6年）現在、特別区としては、地方自治法第281条第1項における「都の区」のみが存在する。そのため、「特別区」という用語は特別区の制度創設当初から現在まで唯一存在する、「東京都区部（東京23区）」を実質的に指すものとして用いられている。

## 市町村との相違点

### 法律・行政上の相違点
地方自治法第3編「特別地方公共団体」第2章「特別区」（第281条から第283条）の規定に基づき運営されており、行政区は議会を擁さないのに対し、普通地方公共団体のように区議会を擁する。しかしながら、区の管理・運営業務の一部は都が行う。そこで、都と特別区及び特別区相互のこの連絡調整を図るため都区協議会が設けられている。また、国の行政機関や各省大臣が助言や勧告を行うことができる普通地方公共団体とは異なり、特別区の運営について助言及び勧告をすることができるのは都知事のみであり、または特別区財政調整交付金に関する事項については総務大臣のみである。
特別区は、基本的には基礎的自治体である「市町村」に準ずるものとされ（地方自治法第281条の2第2項・第283条）、「市」の所掌する行政事務に準じた行政権限が付与されている（同法第281条第2項・第283条）。
しかし特別区は「法律または政令により都が所掌すべきと定められた事務」および「市町村が処理するものとされている事務のうち、人口が高度に集中する大都市地域における行政の一体性及び統一性の確保の観点から当該区域を通じて都が一体的に処理することが必要であると認められる事務」を処理することができない（同法第281条第2項・第281条の2第1項）。
具体的には、特別区は上下水道・消防などの事務に関しては単独で行うことができず、特別区の連合体としての「都」が行っている（水道法第49条、下水道法第42条、消防組織法第26条ないし第28条など。）東京都はこれらの規定に基づき、東京都水道局、東京都下水道局、東京消防庁などを設置している。ただし東京都では特別区以外の市町村でも、上下水道・消防に関しては特別区同様に都による一括運営となっている。
また都市計画や建築確認についても、一定規模以上のものについては法令により都に権限が留保され、都が直接事務を行っている。また特別区の自治権拡大に関する地方自治法改正法の施行前日の2000年（平成12年）3月31日までは清掃事業も都の業務とされており、東京都区部においては同日まで東京都の行政機関である「東京都清掃局」がこの地域の清掃事務を統一的に行っていたが、同年4月1日に各特別区および東京二十三区清掃一部事務組合に移管された。
さらに旧警察法においては、都知事の所轄と特別区公安委員会の管理の下、特別区の存する区域を管轄とする自治体警察を設けることとなっており（旧警察法第51条ないし第53条）、東京都ではこれに基づき東京都知事の所轄と特別区公安委員会の管理の下、旧警察法に基づく警視庁を設置していた。
都及び特別区の事務の処理については、都と特別区及び特別区相互の間の連絡調整を図るために設置された「都区協議会」によって協議され（同法第282条の2）、都と各特別区の相互間で調整を図っている。その一方、特別区は政令指定都市・中核市・その他特に政令で指定された相当な規模をもつ市でなければできない行政事務のひとつである「保健所の設置および運営」を行う責務を有する（地域保健法第5条第1項。保健所政令市参照）など、所掌する行政事務の一部において、通常の市町村とは大きく異なった扱いがなされている。
税制面でも、事務事業の特例に対応した特別の制度が存在する。通常であれば、市町村税である都民税（市町村民税法人相当分）、固定資産税、特別土地保有税、事業所税、都市計画税は都税となっている。このうち、市町村民税（法人分）、固定資産税、特別土地保有税は、「都区財政調整制度」（地方自治法第282条）により、財政調整の原資となり、都と特別区とで協議の上、都条例で配分割合を決め、特別区の財源不足額に応じて、財源調整交付金として各特別区に交付される。国有提供施設等所在市町村助成交付金、国有資産等所在市町村交付金、特別とん譲与税は、通常は市町村に交付されるが、特別区の区域においては都の収入となる。都市計画税を原資とした都から特別区への補助金として、都市計画交付金がある。地方交付税制度上も、都と特別区の区域については、両者の基準財政需要額と基準財政収入額を算定した上で、道府県分と大都市分として合算して算定（合算特例）されることになっている。
正規職員の採用制度についても、市町村とは大きく異なった特徴がある。東京都の特別区では正規職員の採用事務のほとんどを、全区からなる一部事務組合である「特別区人事・厚生事務組合」のもとに設置された「特別区人事委員会」で一括して行っている。同委員会実施の採用試験に合格した者に対し、各区役所等が面接などを行って採用者を決定する。国家公務員や国立大学法人等の採用手法と同様である。
そのほか、他の大規模な政令指定都市が通常行っている公営交通などの事業も都の主要な業務となっている（東京都交通局による都営地下鉄・都営バスの運行など）。

### 東京都の都庁所在地
都道府県庁所在地について、他の道府県では道府県庁のある市とされるが、都庁所在地を含む市が存在しない東京都では慣例的に「東京」とされることがある。これについては都民のみならず全国からも問い合わせが多いとして、東京都庁の公式サイトで明記されている。

### 行政以外
行政以外の面でも、特別区と市町村とで異なった扱いをする例がある。社会人野球の都市対抗野球大会も、特別区では各チームのホームタウンの区ではなく一律「東京都代表」という形で出場するが、他の市町村はそれぞれのホームタウンである自治体の代表として出場している。

## 区長

### 公選制と選任制
1947年（昭和22年）に施行された地方自治法では、当初は市町村と同様に特別区の区長も公選とされていた。東京都の区においては、1946年（昭和21年）9月の東京都制改正によって従来東京都長官が官吏である書記官をもって任命するとしていた区長が区住民によって公選されるものに改められており、それが地方自治法下の特別区の区長にも引き継がれた。しかし1952年（昭和27年）の地方自治法改正によって特別区の独立性の制限と都への従属の強化が図られた。区長公選制も廃止されて、区長は区議会が都知事の同意を得て選任する区長選任制が導入された。
この区長選任制に関連して、渋谷区長選任贈収賄事件が起こった。これは1957年（昭和32年）6月から8月にかけて、渋谷区長の選任候補者らが複数の渋谷区議会議員に対し自らを区長に選任するよう働きかけ、現金の授受が行われたという贈収賄（汚職）事件で、特別区長公選制廃止事件とも呼ばれる。同年12月4日に起訴されて刑事訴訟となり、この訴訟中において、区長公選制廃止の合憲性が問われることになった。
1962年（昭和37年）2月26日の東京地方裁判所での一審判決では、一部被告の別件の都議選での選挙違反（告示前の戸別訪問）については有罪（執行猶予付き判決）としたものの、渋谷区長への選任をめぐる贈収賄事件については、区長公選制廃止そのものが違憲であるため「道義的には極めて高く非難するに値する」としながらも、罪状としては成り立たないとして無罪判決を下した。
これに対し検察側は上告、1963年（昭和38年）3月27日最高裁判所大法廷（跳躍上告審）では、区長公選制廃止は合憲であるとして、一審判決を破棄差戻しした。この最高裁判決の中では以下のとおり「特別区は憲法93条2項における地方公共団体であるとは認められない」という判断が示されたことが注目された。
1965年（昭和40年）以降は区長選任制が機能しないことが続き、後任区長が決まらない区が続出して区長が長期不在となる事態が発生した。自治権の拡充と独立性の強化を求める各特別区での動きや、美濃部革新都政下の住民運動の活発化もあり、1967年（昭和42年）に練馬区で区長準公選条例の制定請求運動が起こり、1972年（昭和47年）に品川区で、翌1973年（昭和48年）には練馬区と大田区で区長準公選条例が制定された。そのため1974年（昭和49年）に地方自治法が改正され、1975年（昭和50年）の第8回統一地方選挙から区長公選制が復活した。

## 賛否
このような「特別区」制度の特殊性は、太平洋戦争中の1943年（昭和18年）に旧東京府と旧東京市が、戦時法令である旧東京都制の施行に伴って合併し東京都が設置されるに至ったことに起因する。地方自治法における特別区の規定は、戦前の東京都制における区の制度を手直しした上で「都」に置かれる「区」として承継したものである。
また現在の「特別区」は地方自治法において、普通地方公共団体である市に準ずる権限を有し（第281条第2項）、かつ2000年（平成12年）の改正で基礎的自治体としての地位を回復したとは言えど（第281条の2第2項）、地方自治法の制定時には「基礎的自治体」として位置付けられていたものが、1952年の法改正によって「都の内部機関」に改められたという歴史的な経過もあり、その地位や権能は現在でも法律によって左右される可能性があることから、日本国憲法において地方自治権を保障された普通地方公共団体である市町村とは比較の対象にならないほどに脆弱である。
つまり現状の特別区は、自治権限こそ以前に比べ拡大してはいるものの、法体系上は未だに普通地方公共団体である市町村と同格ではなく、法律により市に準じた権限を付与された団体という立場であり、いまもなお「東京都制」の影響、つまり「東京都」の内部機関としての位置付けを脱してはいない。そのことは、特別区が基礎的自治体であると位置付けられた2000年改正以後の地方自治法でも、特別区の規定を第2編「普通地方公共団体」に移動させず、なお従来どおり第3編「特別地方公共団体」（財産区や事務組合、かつて存在した地方開発事業団など、普通地方公共団体以外の機関を定める）に置いていることからも窺える。

### 市への移行構想
特別区はこのことを強く意識しており、23区が共同で組織する公益財団法人特別区協議会（東京区政会館・東京都千代田区飯田橋）は「特別区制度そのものを廃止して普通地方公共団体である「市」（東京○○市）に移行する」という形での完全な地方自治権の獲得を模索している。例えば第二次特別区制度調査会は「戦時法令である東京都制下の区の制度を基礎とする特別区制度から脱却し、各々が独立しつつ自主的に協力・連合し合う東京○○市を目指す」という構想を打ち出しており、この中で「東京大都市地域に充実した住民自治を実現していくためには、戦時体制として作られ帝都体制の骨格を引きずってきた都区制度は、もはや時代遅れというほかはない。特別区が名実ともに住民に最も身近な政府として自らを確立していくためには、『大東京市の残像』を内包する『都の区』の制度から離脱することが必要である。そのためには、東京大都市地域における広域自治体と基礎自治体の役割をさらに明確に区分し、都が法的に留保している市の事務のすべてを特別区（後述の「東京○○市」）が担い、都区間で行っている財政調整の制度を廃止する必要がある」と明言している。

### 特別市移行構想
2000年代初頭の道州制論議では、東京都区部を一つの自治体として州と同格の権限を有する市とした「特別市」や「首都市」の構想が盛んに議論された。2008年9月11日に東京商工会議所が「道州制と大都市制度のあり方」についての報告～東京23区部を一体とする新たな「東京市」へ～（委員会報告）を提起し、その中で「魅力ある世界都市・東京を実現し、東京23区部において自己決定と自己責任を果たすにふさわしい自主自立の基礎自治体を実現するために、都区制度を廃止し、東京23区部を一体とする新たな「東京市」が必要」と提言した。

## 英訳表記
特別区の「区」は、英語ではcityまたはwardという。
区役所（建物）の英訳としては city office、city hall、ward office、ward hall などが用いられる。行政機関としての区役所は、cityもしくはward government。
2007年（平成19年）現在において、東京都の全ての特別区では、cityを公式の英訳表記として使用している。これは地方分権運動を推進し市と同等であることを主張するためと、またwardという語が英語話者には「独房」や「病棟」を連想させることなどが理由である。道路標識など公的なものの一部にはwardやkuを使用しているものも多いが、これは設置時期が古いか、新設されたものでも従来の仕様で更新されたためと考えられる。
ちなみに、大井競馬に1995年まで存在した重賞競走ワード賞 は副賞が特別区競馬組合賞であることから制定された。由来は「区」の英語であるwardだった（「ウォード」の方が英語本来の発音に近い）。

### ドメイン名
公式サイトのドメインは city.chiyoda.lg.jp のように、多摩地域の市と同じ"city"表記が用いられる。以下の特別区は他県の市と読みが重複するため、それぞれ次のように区別されている。
- 中央区（city.chuo.lg.jp）と山梨県中央市（city.chuo.yamanashi.jp）
- 中野区（city.tokyo-nakano.lg.jp）と長野県中野市（city.nakano.nagano.jp）
- 大田区（city.ota.tokyo.jp）と群馬県太田市（city.ota.gunma.jp）[注釈 5]

## 道府県における設置
2012年（平成24年）8月29日に国会において「大都市地域における特別区の設置に関する法律」が可決・成立し、同年9月5日に平成24年法律第80号として公布され、同法第4条から第6条の規定は同年9月21日に施行され、2013年（平成25年）3月1日から全面施行された。
この法律の第3条は「地方自治法第281条第1項 の規定にかかわらず、総務大臣は、この法律の定めるところにより、道府県の区域内において、特別区の設置を行うことができる。」と定めており、住民投票等の一定の手続きを踏み総務大臣が認可すれば、道府県においても特別区を置くことができるようになった。
また同法第10条により、この法律によって特別区が設置された地域を包括する道府県は、法制度上は「都」として扱われる。同法第10条は（この法律により設置される）「特別区を包括する道府県は、地方自治法その他の法令の規定の適用については、法律又はこれに基づく政令に特別の定めがあるものを除くほか、都とみなす。」と定めている。
ただしこの法律の手続は、自治体の呼称まで変更するものではないため、例えば大阪府や愛知県が特別区を設置した場合、呼称まで大阪都・愛知都となるわけではなく、呼称は従前どおり大阪府・愛知県である。（地方自治法第3条第2項）
同法による特別区の設置には「人口200万人以上の政令市、または政令市と同一道府県内の隣接市町村の人口の合計が200万人以上」であることが求められる（同法第2条第1項）。従って、2022年時点で、この法律により特別区を設置できる道府県は、実際には北海道（札幌市とその隣接市町村）・埼玉県（さいたま市とその隣接市）・千葉県（千葉市とその隣接市）・神奈川県（横浜市単独、もしくは横浜市と川崎市、もしくは横浜市と川崎市とその隣接市）・愛知県（名古屋市単独、もしくは名古屋市とその隣接市町村）・京都府（京都市とその隣接市町）・大阪府（大阪市単独、もしくは大阪市と堺市、もしくは大阪市と堺市とその隣接市）・兵庫県（神戸市とその隣接市町）・福岡県（福岡市とその隣接市町）に限られる。